# Minilimosina gemella
Minilimosina gemella är en tvåvingeart som beskrevs av Rohacek 1983. Minilimosina gemella ingår i släktet Minilimosina och familjen hoppflugor. Arten är reproducerande i Sverige. Inga underarter finns listade i Catalogue of Life.